# نادي بلدية مقديشو
نادي بلدية مقديشو هو نادي كرة قدم صومالي مقره مقديشو بالصومال، ويلعب حاليًا الدوري الصومالي - الدرجة الثانية. في عام 1975 فاز الفريق بالدوري الصومالي.

## الإنجازات

### الدوري الصومالي الممتاز لكرة القدم
- البطل (3 مرات): 1976، 1986، 1989.